# تپه قلعه مخلص‌آباد
تپه قلعه مخلص آباد مربوط به دوران‌های تاریخی پس از اسلام است و در شهرستان فراهان، روستای مخلص آباد واقع شده و این اثر در تاریخ ۱۹ مرداد ۱۳۸۴ با شمارهٔ ثبت ۱۲۸۴۹ به‌عنوان یکی از آثار ملی ایران به ثبت رسیده‌است.